# Partido San Vicente
San Vicente ist ein Partido im Norden der Provinz Buenos Aires in Argentinien. Laut einer Schätzung von 2019 hat der Partido 75.506 Einwohner auf 666 km². Der Verwaltungssitz ist die Stadt San Vicente.

## Orte
San Vicente ist in 3 Ortschaften und Städte, sogenannte Localidades, unterteilt.
- San Vicente
- Alejandro Korn
- Domselaar